# Championnat de Hong Kong de football 1996-1997
Navigation
Saison précédente Saison suivante
La saison 1996-1997 du Championnat de Hong Kong de football est la cinquante-deuxième édition de la première division à Hong Kong, la First Division League. Elle regroupe, sous forme d'une poule unique, les sept meilleures équipes du pays qui se rencontrent deux fois, à domicile et à l'extérieur, lors de deux tournois saisonniers. Le vainqueur de chacun de ces tournois se qualifie pour la finale nationale pour le titre. Un classement cumulé des deux tournois permet de désigner l'équipe reléguée en deuxième division.
C'est le club de South China AA qui remporte le championnat cette saison après avoir gagné la deuxième phase puis battu le tenant du titre, Instant-Dict FC lors de la finale nationale. C'est le vingt-sixième titre de champion de Hong Kong de l'histoire du club, le premier depuis 5 ans.
À noter en bas du classement la saison catastrophique d'Eastern AA, triple champion de Hong Kong entre 1993 et 1995, qui est relégué en deuxième division après avoir gagné deux rencontres seulement sur l'ensemble de la saison.

## Clubs participants
- South China AA
- Eastern AA
- Happy Valley AA
- Sing Tao SC
- Instant-Dict FC
- Golden FC
- Uhlsport Rangers

## Compétition
Le barème de points servant à établir les classements se décompose ainsi :
- Victoire : 3 points
- Match nul : 1 point
- Défaite : 0 point

### Première phase
| Rang | Équipe           | Pts | J  | G  | N | P | Bp | Bc | Diff |
| ---- | ---------------- | --- | -- | -- | - | - | -- | -- | ---- |
| 1    | Instant-Dict FCT | 31  | 12 | 10 | 1 | 1 | 36 | 9  | +27  |
| 2    | South China AA   | 31  | 12 | 10 | 1 | 1 | 32 | 16 | +16  |
| 3    | Uhlsport Rangers | 15  | 12 | 5  | 0 | 7 | 12 | 18 | -6   |
| 4    | Golden FC        | 15  | 12 | 5  | 0 | 7 | 20 | 30 | -10  |
| 5    | Sing Tao SC      | 14  | 12 | 4  | 2 | 6 | 22 | 22 | 0    |
| 6    | Happy Valley AA  | 11  | 12 | 3  | 2 | 7 | 17 | 21 | -4   |
| 7    | Eastern AA       | 5   | 12 | 1  | 2 | 9 | 10 | 33 | -23  |

|  | Qualification pour la finale nationale |
|  | T : Tenant du titre                    |

### Deuxième phase
| Rang | Équipe           | Pts | J  | G | N | P  | Bp | Bc | Diff |
| ---- | ---------------- | --- | -- | - | - | -- | -- | -- | ---- |
| 1    | South China AA   | 30  | 12 | 9 | 3 | 0  | 33 | 9  | +24  |
| 2    | Instant-Dict FCT | 29  | 12 | 9 | 2 | 1  | 26 | 5  | +21  |
| 3    | Golden FC        | 20  | 12 | 6 | 2 | 4  | 17 | 17 | 0    |
| 4    | Happy Valley AA  | 15  | 12 | 4 | 3 | 5  | 17 | 21 | -4   |
| 5    | Sing Tao SC      | 12  | 12 | 3 | 1 | 6  | 16 | 19 | -3   |
| 6    | Uhlsport Rangers | 8   | 12 | 2 | 2 | 8  | 12 | 33 | -21  |
| 7    | Eastern AA       | 4   | 12 | 1 | 1 | 10 | 10 | 27 | -17  |

|  | Qualification pour la finale nationale |
|  | T : Tenant du titre                    |

### Matchs
| Résultats (▼dom., ►ext.)                                   | Eas | Gol | Hap | Ins | Sin | Sou | Uhl | Eas | Gol | Hap | Ins | Sin | Sou | Uhl |
| Eastern AA                                                 |     | 2-1 | 1-1 | 2-8 | 0-3 | 0-2 | 1-2 |     | 1-2 | 1-4 | 0-1 | 1-3 | 2-3 | 1-2 |
| Golden FC                                                  | 3-1 |     | 2-1 | 0-4 | 1-5 | 2-5 | 1-0 | 4-1 |     | 1-0 | 0-0 | 2-3 | 1-3 | 1-0 |
| Happy Valley AA                                            | 4-0 | 0-1 |     | 0-3 | 2-2 | 1-2 | 3-2 | 3-1 | 2-2 |     | 0-1 | 1-1 | 1-4 | 1-5 |
| Instant-Dict FC                                            | 3-0 | 2-1 | 1-0 |     | 3-0 | 1-2 | 2-0 | 2-0 | 4-0 | 2-0 |     | 2-0 | 1-1 | 4-0 |
| Sing Tao SC                                                | 2-2 | 3-4 | 2-1 | 1-3 |     | 0-2 | 0-1 | 1-2 | 0-1 | 1-2 | 2-5 |     | 0-1 | 3-0 |
| South China AA                                             | 2-1 | 4-3 | 2-3 | 3-3 | 3-2 |     | 2-0 | 2-0 | 3-0 | 1-1 | 1-0 | 1-1 |     | 5-1 |
| Uhlsport Rangers                                           | 2-0 | 2-1 | 3-1 | 0-2 | 0-2 | 0-3 |     | 0-0 | 0-3 | 1-2 | 1-4 | 1-1 | 1-8 |     |
| - Victoire à domicile - Match nul - Victoire à l'extérieur |     |     |     |     |     |     |     |     |     |     |     |     |     |     |

### Finale nationale
| 8 juin 1997 | South China AA                | 3 - 2 beo | Instant-Dict FC        | Hong Kong |  |
|             | Tempest 23e · Ricky 91e, 106e |           | Greer 11e · Foster 40e |           |  |

## Bilan de la saison
| Championnat de Hong Kong de football 1996-1997 |                            |
| Champion                                       | South China AA (26e titre) |
| Coupes et trophées                             |                            |
| Vainqueur de la Coupe de Hong Kong 1996-1997   | Instant-Dict FC            |
| Qualifications continentales                   |                            |
| Coupe d'Asie des clubs champions 1997-1998     | South China AA             |
| Coupe des Coupes 1997-1998                     | Instant-Dict FC            |
| Promotions et relégations                      |                            |
| Promus en First Division League                | Yee Hope FC                |
| Promus en First Division League                | Five-One-Seven FC          |
| Relégués en Second Division League             | Eastern AA                 |